# 木津インターチェンジ (新潟県)
木津インターチェンジ（きつインターチェンジ）は、新潟県新潟市江南区木津にある国道49号横雲バイパスのインターチェンジ。

## 概要
新横雲橋西詰、阿賀野川の堤防沿いに位置する。
堤防上という特殊な事情から、阿賀野市京ヶ瀬方面から流出・流入するランプウェイは狭隘にせざるをえず、大型車は流入・流出不可。予め下黒瀬交差点もしくは横越上町交差点から迂回する必要があるため、利用の際は注意が必要となる。
ちなみにこの京ヶ瀬方のランプにはガードレールが設置されており、中型車でも通行が比較的難しい。時々事情を知らない中型の観光バスなどがカーブにはまって動けなくなることがあるほどなので、普通の乗用車ないし軽トラぐらいでなければ前述の通り迂回するのが得策である。

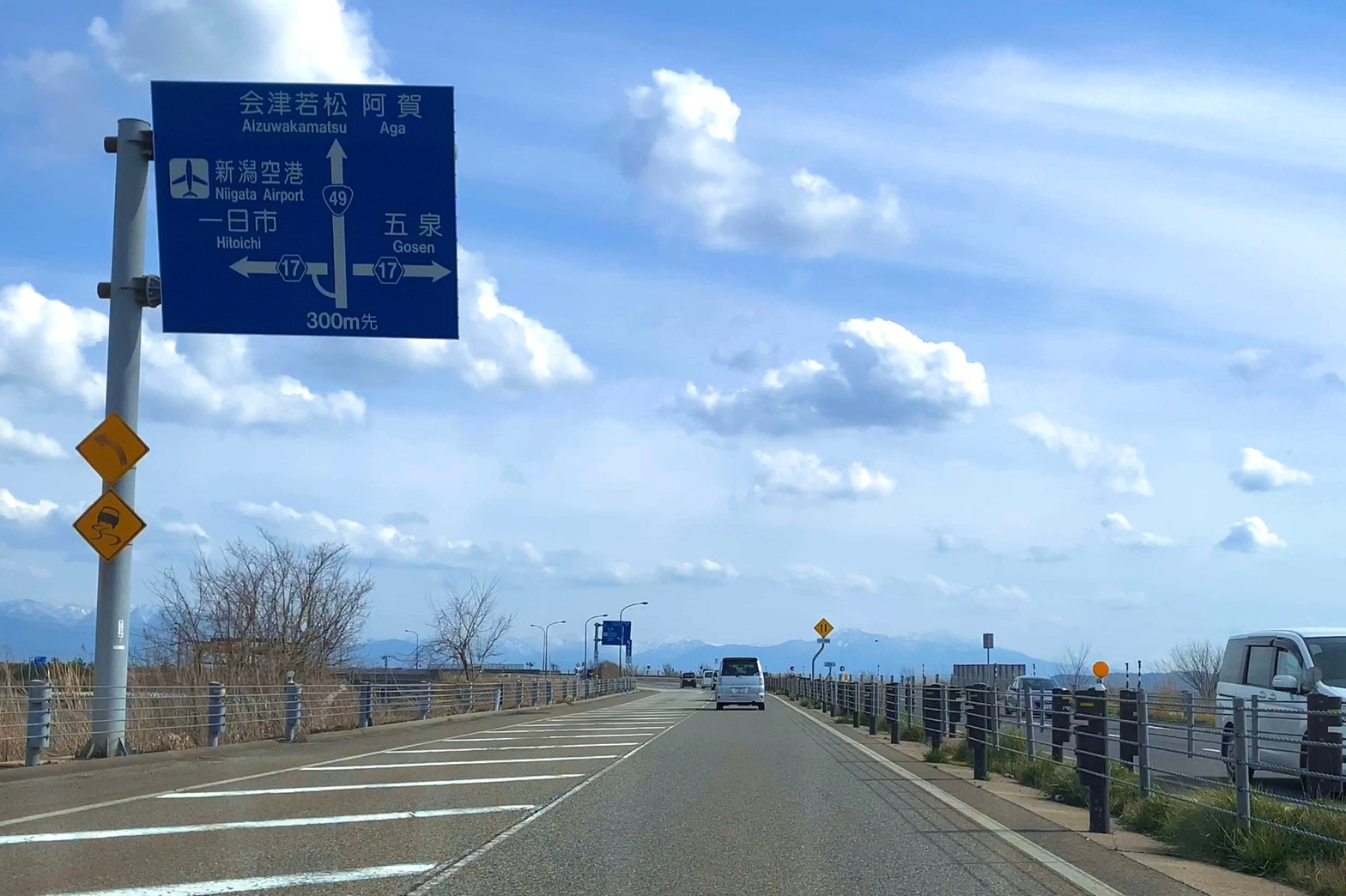
会津若松方面行本線上のIC案内標識（2020年4月）

## 接続する道路
- 新潟県道17号新潟村松三川線

## 周辺
- PLANT-5 横越店（最寄は、横越上町交差点）
- 木津工業団地（最寄は、横越上町交差点）

## 隣
国道49号横雲バイパス・亀田バイパス
下黒瀬交差点 - 木津IC - 横越上町交差点 - 曙町二丁目交差点 - 城所IC